# Trichestra plumbea
Trichestra plumbea är en fjärilsart som beskrevs av Paul Dognin 1910. Trichestra plumbea ingår i släktet Trichestra och familjen nattflyn. Inga underarter finns listade i Catalogue of Life.